# Frank Herbert
Frank Patrick Herbert (Tacoma, 8 ottobre 1920 – Madison, 11 febbraio 1986) è stato uno scrittore di fantascienza statunitense.
Autore acclamato dalla critica, ha contemporaneamente riportato un successo di pubblico a livello mondiale. Rimane noto soprattutto per il suo romanzo Dune e per i cinque successivi libri della serie: il ciclo di Dune affronta temi complessi cari allo scrittore come la sopravvivenza umana, l'evoluzione, l'ecologia e la commistione di religione, politica e potere.
Dune vinse nel 1965 il Premio Nebula, a cui fece seguito il Premio Hugo nel 1966, cioè entrambi i massimi riconoscimenti nell'ambito fantascientifico. Da molti degli appassionati del genere è considerata l'opera migliore di fantascienza epica mai scritta e rimane certamente una delle più popolari.

## Biografia
Nato l'8 ottobre del 1920, a Tacoma nello Stato di Washington, da una famiglia di origini tedesche, irlandesi e inglesi. Herbert fu spinto a lasciare la casa paterna all'età di 18 anni, a causa della grande povertà che affliggeva la sua famiglia. Si trasferì dallo zio a Salem in Oregon, dove finì la scuola e lavorò al giornale Oregon Statesman (oggi Statesman Journal) in diversi ruoli, incluso quello del fotografo (attività che proseguì nel corso della seconda guerra mondiale, come fotografo per la marina militare).
Nel 1941, sposò Flora Parkinson a San Pedro, California, da cui ebbe la prima figlia Penny, e dalla quale divorziò quattro anni dopo. Subito dopo la guerra Herbert tornò a Washington per frequentare l'università, dove conobbe la seconda moglie Beverly Ann Stuart, che sposò poco dopo la fine del primo matrimonio. Da questa ebbe i figli Brian Patrick Herbert e Bruce Calvin Herbert. Nel 1952 riuscì a far pubblicare uno dei suoi racconti di fantascienza, Looking for Something, sulla rivista Startling Stories: il suo primo assaggio di notorietà. Herbert tuttavia non riuscì mai a laurearsi e tornato a casa ricominciò a lavorare nel giornalismo, al Seattle Star, all'Oregon Statesman e al San Francisco Examiner.
La carriera da romanziere ebbe inizio nel 1955 con la pubblicazione di Smg. Ram 2000 (The Dragon in the Sea, conosciuto anche come Under Pressure), con grande successo di critica ma meno di pubblico. Il lavoro sulla sua opera più importante cominciò poco dopo e in 6 anni di gestazione riuscì a pubblicare Dune World e Prophet of Dune, su Analog, in otto parti, dal 1963 al 1965. Sterling E. Lanier, curatore editoriale della Chilton Book Company, lo convinse a riunire queste otto parti in un unico manoscritto, da cui nacque il romanzo Dune. Con questo vinse il Premio Nebula e il Premio Hugo. Dune è da allora uno dei romanzi di fantascienza più letti e guadagnò a Herbert l'Olimpo degli scrittori fantascientifici. Nel 1972 si ritirò dal giornalismo per darsi anima e corpo alla sua vera vocazione di scrittore; oltre ai successivi romanzi del Ciclo di Dune, scrisse libri su temi ecologici e filosofici.
Nel 1974 la moglie Beverly subì un intervento per cancro, ma la sua salute rimase compromessa e dieci anni dopo si spense. Nel 1984 uscì il film Dune, di David Lynch, dopo una lunga serie di altri tentativi di produrlo tutti falliti (il primo e più eclatante fu quello del regista cileno Alejandro Jodorowsky, raccontato nel documentario Jodorowsky's Dune). Un anno dopo Herbert sposò la terza moglie, Theresa Shackleford, e poco dopo l'uscita de La rifondazione di Dune morì l'11 febbraio 1986, a 65 anni a Madison nel Wisconsin per embolia polmonare mentre era ricoverato per un tumore al pancreas.

## Opere
Per ogni testo si indica la prima edizione nell'originale inglese e l'eventuale prima traduzione in lingua italiana. Le serie di romanzi interconnessi sono elencate cronologicamente, in base alla data di pubblicazione del primo episodio di ogni ciclo.

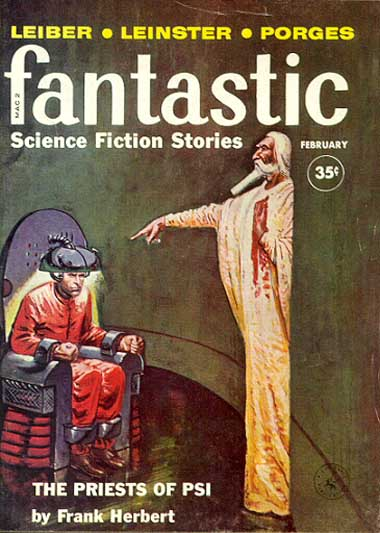
La novella di Herbert The Priests of Psi, afferente al Ciclo dei Creatori di dei, fu la storia di copertina del numero di febbraio 1960 della rivista Fantastic Science Fiction Stories.

### Ciclo dei Creatori di dei
La serie consisteva originariamente di tre racconti e una novella reciprocamente autonomi, ma legati da affinità tematiche:
1. "You Take The High Road", in Astounding Science Fiction di maggio 1958.
2. "Missing Link", in Astounding Science Fiction di febbraio 1959.
3. "Operation Haystack", in Astounding Science Fiction di maggio 1959.
4. The Priests of Psi, in Fantastic Science Fiction Stories di febbraio 1960.

Successivamente Herbert revisionò ed espanse i quattro testi per collegarli in una vicenda coesa e ne ricavò il romanzo Creatori di dei (The Godmakers), G. P. Putnam's Sons, 1972; trad. Giampaolo Cossato e Sandro Sandrelli, Cosmo. Collana di Fantascienza 35, Editrice Nord, 1974.

### Ciclo di Dune
L'autore aveva concepito questa serie come eptalogia scandita in una prima trilogia, un romanzo di interludio e una seconda trilogia, ma morì prima di poter scrivere il settimo e ultimo episodio.
1. Dune (Dune), Chilton, 1965. Trad. Gian Paolo Cossato e Sandro Sandrelli, Cosmo Serie Oro. Classici della Narrativa di Fantascienza 8, Editrice Nord, 1973. Fix-up di due testi più brevi già apparsi su rivista:
  - Dune World, serializzato in tre puntate in Analog Science Fact → Science Fiction di dicembre 1963 e gennaio e febbraio 1964.
  - The Prophet of Dune, serializzato in cinque puntate in Analog Science Fact → Science Fiction da gennaio a maggio 1965.
2. Messia di Dune (Dune Messiah), serializzato in cinque puntate in Galaxy Magazine da luglio a novembre 1969; prima edizione in volume G. P. Putnam's Sons, 1969. Trad. Gian Paolo Cossato e Sandro Sandrelli, Cosmo Serie Oro. Classici della Narrativa di Fantascienza 12, Editrice Nord, 1974.
3. I figli di Dune (Children of Dune), serializzato in quattro puntate in Analog Science Fiction/Science Fact da gennaio ad aprile 1976; prima edizione in volume G. P. Putnam's Sons, 1977. Trad. Gian Paolo Cossato e Sandro Sandrelli, Cosmo Serie Oro. Classici della Narrativa di Fantascienza 27, Editrice Nord, 1977.
4. L'imperatore-dio di Dune (God Emperor of Dune), G. P. Putnam's Sons, 1981. Trad. Roberta Rambelli, Cosmo Serie Oro. Classici della Narrativa di Fantascienza 53, Editrice Nord, 1982.
5. Gli eretici di Dune (Heretics of Dune), G. P. Putnam's Sons, 1984. Trad. Gian Paolo Cossato e Sandro Sandrelli, Cosmo Serie Oro. Classici della Narrativa di Fantascienza 66, Editrice Nord, 1984.
6. La rifondazione di Dune (Chapterhouse Dune), G. P. Putnam's Sons, 1985. Trad. Gian Paolo Cossato e Sandro Sandrelli, Cosmo Serie Oro. Classici della Narrativa di Fantascienza 75, Editrice Nord, 1986.

Herbert ha inoltre composto un racconto autoconclusivo collocato in questo universo:
- "La strada per Dune" ("The Road to Dune"), nella raccolta La strada per Dune (Eye), Berkley Books, 1985. Trad. Mauro Gaffo, Visual Books 2, Interno Giallo, 1990.

### Ciclo di Jorj McKie
La serie consiste di due racconti e due romanzi.
1. "Questione di redini" ("A Matter of Traces"), in Fantastic Universe di novembre 1958. Trad. Mauro Gaffo nella raccolta La strada per Dune (Eye), Visual Books 2, Interno Giallo, 1990.
2. "Il garbato sabotatore" ("The Tactful Saboteur"), in Galaxy Magazine di ottobre 1964. Trad. Mauro Gaffo nella raccolta La strada per Dune (Eye), Visual Books 2, Interno Giallo, 1990.
3. Stella innamorata (Whipping Star), serializzato in quattro puntate in Worlds of If da gennaio ad aprile 1970; prima edizione in volume G. P. Putnam's Sons, 1970; revisionato a partire dalla ristampa Berkley Books, 1977. Trad. Gian Paolo Cossato e Sandro Sandrelli, Galassia 167, Casa Editrice La Tribuna, 1 Giugno 1972.
4. Esperimento Dosadi (The Dosadi Experiment), serializzato in quattro puntate in Galaxy da maggio a luglio 1977; prima edizione in volume G. P. Putnam's Sons, 1977. Trad. Roberta Rambelli, Cosmo. Collana di Fantascienza 86, Editrice Nord, 1979.

### Ciclo di Pandora
Eccettuato il primo episodio, tutta la serie è stata composta in collaborazione con Bill Ransom.
1. Progetto coscienza (Destination: Void), Berkley Medallion, 1966[3]; revisionato per la ristampa Berkley Medallion, 1978. Trad. Carlo Borriello, Biblioteca di Fantascienza 2ª serie n. II, Fanucci Editore, 1994.
2. Salto nel vuoto (The Jesus incident), G. P. Putnam's Sons, 1979. Trad. Paola Andreaus, Urania 1221, Arnoldo Mondadori Editore, 26 Dicembre 1993.
3. The Lazarus Effect, G. P. Putnam's Sons, 1983.
4. The Ascension Factor, G. P. Putnam's Sons, 1988.

La tetralogia è stata riunita in volume per la prima volta nell'omnibus The Pandora Sequence, WordFire Press, 2012.

### Ciclo diAferlife of Bailey
Ciclo di cinque novelle composte collettivamente da Frank Herbert, Gordon R. Dickson, Poul Anderson, Harlan Ellison e Keith Laumer e riunito nella raccolta tematica Five Fates, Doubleday, 1970
- Maverick, composto appositamente per Five Fates, Doubleday, 1970. Composto da Dickson.
- Il sogno e la follia (The Fatal Fulfillment), in The Magazine of Fantasy and Science Fiction di marzo 1970. Trad. Maurizio Nati nella raccolta Il meglio di Poul Anderson. 9 racconti, Robot Speciale 8, Armenia Editore, 30 Giugno 1978. Composto da Anderson.
- La regione intermedia (The Region Between), in Galaxy Magazine di marzo 1970. Trad. Massimo Patti nell'antologia Altre vite, a cura di Pamela Sargent e Ian Watson, Urania 1130, Arnoldo Mondadori Editore, 1 Luglio 1990. Composto da Hallison.
- Entrerà l'assassino o Assassinio mentale (Murder Will In), in The Magazine of Fantasy and Science Fiction di maggio 1970. Trad. Mauro Gaffo nella raccolta La strada per Dune (Eye), Visual Books 2, Interno Giallo, 1990. Composto da Herbert.
- Of Death What Dreams, in Worlds of Tomorrow estate 1970. Composto da Laumer.

### Romanzi e novelle autoconclusivi
- Smg. "RAM" 2000 o Drago degli abissi (Under Pressure o The Dragon in the Sea), serializzato in tre puntate in Astounding Science Fiction di novembre e dicembre 1955 e gennaio 1956; prima edizione in volume Doubleday, 1956. Trad. Hilja Brinis, Urania 194, Arnoldo Mondadori Editore, 4 Gennaio 1959.
- Il cervello verde (The Green Brain), Ace Books, 1966[4]. Trad. Ines Bellei, Fantapocket 7, Longanesi & C., 1976.
- Gli occhi di Heisenberg (The Eyes of Heisenberg), serializzato in due puntate in Galaxy Magazine di giugno e agosto 1966; prima edizione in volume Berkley Medallion, 1966. Trad. Roberta Rambelli, Galassia 139, Casa Editrice La Tribuna, 1 Aprile 1971.
- Creatori di Paradisi (The Heaven Makers), serializzato in due puntate in Amazing Stories di aprile e giugno 1967; prima edizione in volume Avon, 1968. Trad. Rita Pierangeli Botter, Cosmo. Collana di Fantascienza 122, Editrice Nord, 1982.
- La barriera di Santaroga (The Santaroga Barrier), serializzato in tre puntate in Amazing Stories di ottobre e dicembre 1967 e febbraio 1968; prima edizione in volume Berkley Medallion, 1968. Trad. Giampaolo Cossato e Sandro Sandrelli, Cosmo. Collana di Fantascienza 189, Editrice Nord, 1988.
- Soul Catcher, G. P. Putnam's Sons, 1972.
- Progetto 40 o L'alveare di Hellstrom (Project 40 o Hellstrom's Hive), serializzato in tre puntate in Galaxy Magazine di novembre-dicembre 1972 e gennaio-febbraio e marzo-aprile 1973; prima edizione in volume Science Fiction Book Club, Doubleday, 1973. Trad. Roberta Rambelli, SF Narrativa d'Anticipazione 34, Editrice Nord, 1983.
- Il morbo bianco (The White Plague), G. P. Putnam's Sons, 1982. Trad. Roberta Rambelli, Cosmo. Collana di Fantascienza 151/152, Editrice Nord, 1984.
- Man of Two Worlds, G. P. Putnam's Sons, 1986; completato postumo da Brian Herbert.
- High-Opp, WordFire Press, 2012.
- Angels' Fall, WordFire Press, 2012.
- A Game of Authors, WordFire Press, 2013.
- A Thorn in the Bush, WordFire Press, 2014.

### Raccolte di racconti
- The Worlds of Frank Herbert, London: New English Library, 1970.
- The Book of Frank Herbert, New York: DAW Books, 1973.
- The Best of Frank Herbert, London: Sidgwick & Jackson, 1975.
- The Priests of Psi, London: Gollancz Ltd, 1980.
- La strada per Dune (Eye), Berkley Books, 1985. Trad. Mauro Gaffo, Visual Books 2, Interno Giallo, 1990. Comprende un estratto del romanzo Drago degli abissi, il racconto singolo del ciclo di Dune, i due racconti del ciclo di Jorj McKie, il contributo di Herbert alla serie Aferlife of Bailey, e otto racconti autoconclusivi, con introduzione dell'autore e illustrazioni di Jim Burns.
- The Collected Stories of Frank Herbert, New York: Tor Books, 2014.
- Unpublished Stories, WordFire Press, 2016.

## Opere derivate e influenza culturale
Il film tratto dal romanzo Dune diretto da David Lynch nel 1984, quantunque criticato, rimane un classico del genere. Lo stesso romanzo è stato adattato nel 2001 in una miniserie televisiva dal titolo Dune il destino dell'universo (Frank Herbert's Dune); grazie al successo riscosso il serial ha avuto un seguito, I figli di Dune (Frank Herbert's Children of Dune, 2003), anch'esso tratto dalla fortunata saga di Herbert. Il 3 settembre 2021, presentato in anteprima mondiale alla 78ª Mostra internazionale d'arte cinematografica di Venezia, è uscito il remake di Dune diretto da Denis Villeneuve, tratto dalla prima metà del primo romanzo Dune, al quale ha fatto seguito un secondo capitolo, Dune - Parte due, uscito nel 2024.
Oltre ai film sono ispirati al ciclo di Dune una lunga serie di videogiochi.
Il compositore tedesco Klaus Schulze gli ha dedicato il lungo brano Frank Herbert dell'album "X" (1978). Il gruppo heavy metal britannico Iron Maiden ha scritto To Tame a Land inserita nell'album Piece of Mind prodotto nel 1983, e ispirata al ciclo "Dune". Il gruppo power metal Blind Guardian ha scritto Traveler in Time, inserita nell'album Tales from the Twilight World prodotto nel 1990, ispirata al primo volume della serie.
I Shai Hulud sono un gruppo musicale hardcore punk statunitense, il cui nome è un riferimento ai vermi giganti delle sabbie presenti nel romanzo Dune.
Dopo la sua scomparsa, a partire dal 1999 il figlio Brian Herbert ha pubblicato, con lo scrittore Kevin J. Anderson, un secondo ciclo di romanzi di successo, Il preludio a Dune, prequel del ciclo di Dune. Lo stesso duo di scrittori ha proseguito ad aggiungere altri romanzi al ciclo, prevalentemente organizzati in trilogie, fra i quali vanno segnalati I cacciatori di Dune e I vermi della sabbia di Dune, che sono da intendersi come i due capitoli conclusivi della saga lasciata in sospeso da Frank Herbert.